# يوتاري
إن الفأر يوتاري (yotari) هو فأر طافر باستخدام جين الوراثة المتنحية. حيث يوجد فيه جين disabled homolog 1 (Dab1). ويتميز هذا الفأر بمشية غير مستقرة (حيث تعني "Yota-ru" باليابانية «مشية غير مستقرة») والارتجاف والموت مبكرًا تقريبًا في مرحلة الفطام. إن التهندس الخلوي للمخيخ والقشرة المخية والتكون الحُصيني لفأر يوتري غير طبيعي. وتشبه تلك التشوهات التشوهات التي تحدث للفأر المترنح.